# 神戸市立会下山小学校
神戸市立会下山小学校（こうべしりつ えげやましょうがっこう）は、兵庫県神戸市兵庫区にある公立小学校。1994年4月1日創立。

## 歴史
- 1910年 - 神戸市立中道小学校創立
- 1915年 - 神戸市立川池小学校創立
- 1994年 - 神戸市立川池小学校と神戸市立中道小学校が統合して、神戸市立会下山小学校創立。川池小学校解体。
- 1995年 - 阪神・淡路大震災を経験、会下山小学校校舎完成後、中道小学校解体。
- 2003年 - 会下山小学校創立10周年記念式典
- 2004年 - 会下山小学校創立10周年

## 校区
- 神戸市兵庫区[1]
  - 荒田町1丁目（20～22番）、会下山町1 - 3丁目、大井通1 - 3丁目、上沢通1 - 8丁目、下沢通2 - 8丁目、新開地1丁目4番（西部）、中道通2 - 8丁目、松本通1 - 8丁目

## 校区内の主な施設
- 神戸市立湊川中学校（進学先中学校）
- 湊川公園
- 神戸市 兵庫区役所
- 神戸市立楠高等学校
- 夙川中学校・高等学校

## 交通
- 神戸電鉄神戸高速線・有馬線 湊川駅より徒歩3分
- 神戸市営地下鉄西神・山手線 湊川公園駅より徒歩3分

## 出身者
- 関本忠弘（川池小学校） - 元日本電気会長
- 久元喜造（川池小学校） - 第16 - 18代神戸市長[注釈 1]

## 通学区域が隣接している学校
- 神戸市立水木小学校
- 神戸市立兵庫大開小学校
- 神戸市立湊小学校
- 神戸市立神戸祇園小学校
- 神戸市立夢野の丘小学校
- 神戸市立室内小学校